# Joppe Mennes
Joppe Mennes (20 mei 2003) is een Belgisch basketballer.

## Carrière
Mennes speelde in de jeugd van BBC Niel, Red Vic Wilrijk, Soba Antwerpen, Phantoms Boom en BC Guco Lier. Bij deze laatste slaagde hij erin zich in het eerste team te spelen, hij speelde er eerder al met dubbele licentie samen met Jo Van Buggenhout die ook van Boom kwam. Hij werd tijdens het seizoen 2021/22 op dubbele licentie bij Kangoeroes Mechelen geplaatst in de hoogste klasse maar speelde ook nog bij Lier. Hij werd met Lier kampioen van de tweede klasse. In 2022/23 speelde hij voor Kangoeroes Mechelen. Midden juni 2023 tekende hij een contract voor het seizoen 2023/24 bij BC Oostende.
Hij is tevens ook jeugdinternational voor de nationale ploeg. In 2021 nam hij deel in de beloftecategorie van de De Container Cup waar hij achtste werd.

## Erelijst
- Tweede klasse kampioen: 2022
- Belgisch landskampioen: 2024, 2025
- BNXT League-kampioen: 2024
- Belgisch bekerwinnaar: 2025